# Az 1912. évi nyári olimpia magyarországi résztvevőinek listája
1912. évi nyári olimpiai játékokon 119 magyar férfi sportoló vett részt.
| Sportág, szakág | Helyezések száma | Helyezések száma | Helyezések száma | Helyezések száma | Helyezések száma | Helyezések száma | Olimpiai pont | Indulók száma | Indulók száma | Indulók száma |
| Sportág, szakág | 1.               | 2.               | 3.               | 4.               | 5.               | 6.               | Olimpiai pont | Férfi         | Nő            | Össz.         |
| --------------- | ---------------- | ---------------- | ---------------- | ---------------- | ---------------- | ---------------- | ------------- | ------------- | ------------- | ------------- |
| atlétika        | 0                | 0                | 1                | 1                | 0                | 1                | 8             | 25            | 0             | 25            |
| birkózás        | 0                | 0                | 1                | 1                | 0                | 0                | 7             | 10            | 0             | 10            |
| evezés          | 0                | 0                | 0                | 0                | 0                | 0                | 0             | 11            | 0             | 11            |
| kerékpározás    | 0                | 0                | 0                | 0                | 0                | 0                | 0             | 5             | 0             | 5             |
| labdarúgás      | 0                | 0                | 0                | 0                | 1                | 0                | 2             | 14            | 0             | 14            |
| sportlövészet   | 1                | 0                | 0                | 0                | 0                | 0                | 7             | 10            | 0             | 10            |
| tenisz          | 0                | 0                | 0                | 0                | 0                | 0                | 0             | 4             | 0             | 4             |
| torna           | 0                | 1                | 0                | 0                | 0                | 0                | 5             | 17            | 0             | 17            |
| úszás           | 0                | 0                | 0                | 1                | 1                | 0                | 5             | 8             | 0             | 8             |
| vívás           | 2                | 1                | 1                | 2                | 0                | 1                | 30            | 13            | 0             | 13            |
| vízilabda       | 0                | 0                | 0                | 0                | 1                | 0                | 2             | 7             | 0             | 7             |
|                 |                  |                  |                  |                  |                  |                  |               |               |               |               |
| Összesen        | 3                | 2                | 3                | 5                | 3                | 2                | 66            | 119           | 0             | 119           |

A következő táblázat ABC-rendben sorolja fel azokat a magyarországi sportolókat, akik az olimpián részt vettek. Lásd még: sportágankénti ill. szakágankénti bontás.
| Ábécé szerinti tartalomjegyzék                                                                           |
| --- |
| A, Á B C Cs D Dz Dzs E, É F G Gy H I, Í J K L Ly M N Ny O, Ó Ö, Ő P Q R S Sz T Ty U, Ú Ü, Ű V W X Y Z Zs |

| Sportoló | Sportág, szakág | Versenyszám | Helyezés (elért eredmény) |

## A, Á
| Aradi Lajos (Kmetykó) | torna     | torna csapat | Ezüst 45.45 pont |
| Ádám Sándor           | vízilabda | csapat       | 5.               |

## B
| Baján Artúr                  | evezés        | nyolcas                     | helyezetlen        |
| Baráth Leo                   | tenisz        | egyes                       | helyezetlen        |
| Baráth Leo                   | tenisz        | páros                       | helyezetlen        |
| Baronyi András               | úszás         | 100 méteres hátúszás        | 4. 1.25.2          |
| Baronyi András               | úszás         | 4×200 méteres vegyesúszás   | helyezetlen        |
| Baronyi András               | úszás         | atlétika-helyből távolugrás | helyezetlen        |
| Békessy Béla                 | vívás         | kardvívás egyéni            | Ezüst              |
| Berty László                 | vívás         | kardvívás csapat            | Arany              |
| Berty László                 | vívás         | tőrvívás egyéni             | 4.                 |
| Berty László                 | vívás         | kardvívás egyéni            | helyezetlen        |
| Beleznai László              | úszás         | 100 méteres gyorsúszás      | helyezetlen 1:08.0 |
| Beleznai László              | úszás         | 4×100 méteres gyorsúszás    | helyezetlen        |
| Beleznai László              | úszás         | vízilabda                   | 5.                 |
| Berkes József (Bittenbinder) | torna         | torna csapat                | Ezüst 45.45 pont   |
| Bíró Gyula                   | labdarúgás    | csapat                      | 5.                 |
| Bodnár Sándor                | labdarúgás    | csapat                      | 5.                 |
| Bodor Ödön                   | atlétika      | 400 méteres síkfutás        | helyezetlen        |
| Bodor Ödön                   | atlétika      | 800 méteres síkfutás        | helyezetlen        |
| Bodor Ödön                   | atlétika      | 4×400 méteres váltófutó     | helyezetlen        |
| Borbás Gáspár dr.            | labdarúgás    | csapat                      | 5.                 |
| Bömches Emil                 | sportlövészet | hadipuska 300 m             | helyezetlen        |
| Bömches Emil                 | sportlövészet | összetett 300-600-600 m     | helyezetlen        |
| Blum Zoltán                  | labdarúgás    | csapat                      | 5.                 |

## D
| Darányi Béla    | sportlövészet | hadipuska 300 m                | helyezetlen        |
| Darányi Béla    | sportlövészet | összetett csapat 300-600-600 m | helyezetlen        |
| Demján Oszkár   | úszás         | 200 méteres mellúszás          | helyezetlen 3:11.2 |
| Demján Oszkár   | úszás         | 400 méteres mellúszás          | helyezetlen 6:35.8 |
| Déván István    | atlétika      | 200 m síkfutás                 | helyezetlen        |
| Déván István    | atlétika      | 400 m síkfutás                 | helyezetlen        |
| Déván István    | atlétika      | 4×400 m váltófutás             | helyezetlen        |
| Domonkos László | labdarúgás    | csapat                         | 5.                 |
| Drubina István  | atlétika      | 10 km gyaloglás                | helyezetlen        |
| Dunay Bertalan  | vívás         | tőrvívás                       | helyezetlen        |
| Dunay Bertalan  | vívás         | kardvívás                      | helyezetlen        |

## E
| Erdődy Imre | torna | torna csapat | Ezüst 45.45 pont |

## F
| Farkas Aladár  | sportlövészet | hadipuska 300 m                | helyezetlen      |
| Farkas Aladár  | sportlövészet | összetett 300-600-600 m csapat | helyezetlen      |
| Fazekas Tibor  | vízilabda     | csapat                         | 5.               |
| Fekete Miklós  | labdarúgás    | csapat                         | 5.               |
| Forgács Ferenc | atlétika      | 800 m síkfutás                 | helyezetlen      |
| Forgács Ferenc | atlétika      | 1500 m síkfutás                | helyezetlen      |
| Fóti Samu      | torna         | torna csapat                   | Ezüst 45.45 pont |
| Fóti Samu      | torna         | atlétika-diszkoszvetés         | helyezetlen      |
| Földes Dezső   | vívás         | kardvívás csapat               | Arany            |
| Földes Dezső   | vívás         | tőrvívás egyéni                | helyezetlen      |
| Földes Dezső   | vívás         | kardvívás egyéni               | helyezetlen      |
| Fuchs Jenő dr. | vívás         | kardvívás egyéni               | Arany            |
| Fuchs Jenő dr. | vívás         | kardvívás csapat               | Arany            |

## G
| Gellért Imre | torna  | torna csapat     | Ezüst 45.45 pont |
| Gellért Imre | torna  | torna egyéni     | helyezetlen      |
| Gerde Oszkár | vívás  | kardvívás csapat | Arany            |
| Gerde Oszkár | vívás  | kardvívás egyéni | helyezetlen      |
| Gráf Lajos   | evezés | nyolcas          | helyezetlen      |

## H
| Haberfeld Győző | torna         | torna csapat                   | Ezüst 45.45 pont |
| Hauler László   | sportlövészet | hadipuska 300 m                | helyezetlen      |
| Hauler László   | sportlövészet | összetett csapat 300-600-600 m | helyezetlen      |
| Hellmich Ottó   | torna         | torna csapat                   | Ezüst 45.45 pont |
| Henzsey János   | kerékpározás  | országuti egyéni               | helyezetlen      |
| Henzsey János   | kerékpározás  | országuti csapat               | helyezetlen      |
| Herczeg István  | torna         | torna csapat                   | Ezüst 45.45 pont |
| Hégner Jenő     | vízilabda     | csapat                         | 5.               |
| Holecsek Ernő   | atlétika      | helyből magasugrás             | helyezetlen      |

## J
| Jankovich István    | atlétika      | 4×100 m váltófutás             | 4.          |
| Jankovich István    | atlétika      | 100 m síkfutás                 | helyezetlen |
| Jelenfy Tóth Zoltán | sportlövészet | hadipuska 300 m                | helyezetlen |
| Jelenfy Tóth Zoltán | sportlövészet | összetett egyéni 300 m         | helyezetlen |
| Jelenfy Tóth Zoltán | sportlövészet | összetett csapat 300-600-600 m | helyezetlen |
| Jelenfy Tóth Zoltán | sportlövészet | revolver és pisztoly           | helyezetlen |
| Jeney István        | evezés        | nyolcas                        | helyezetlen |

## K
| Károly Jenő        | labdarúgás | csapat                 | 5.                 |
| Kárpáti Ödön       | atlétika   | maratonfutás           | helyezetlen        |
| Kehrling Béla      | tenisz     | egyes                  | helyezetlen        |
| Kehrling Béla      | tenisz     | páros                  | helyezetlen        |
| Kelemen Aurél      | tenisz     | egyes                  | helyezetlen        |
| Kelemen Aurél      | tenisz     | páros                  | helyezetlen        |
| Kenyery Alajos     | úszás      | 100 m gyorsúszás       | helyezetlen        |
| Kenyery Alajos     | úszás      | 400 m gyorsúszás       | helyezetlen 5:46.0 |
| Kenyery Alajos     | úszás      | 4 × 200 m gyorsúszás   | helyezetlen        |
| Keresztessy József | torna      | torna csapat           | Ezüst 45.45 pont   |
| Kobulszky Károly   | atlétika   | diszkoszvetés          | helyezetlen        |
| Kobulszky Károly   | atlétika   | kétkezes diszkoszvetés | helyezetlen        |
| Kóczán Mór         | atlétika   | gerelyhajítás          | Bronz 55.50 m      |
| Kóczán Mór         | atlétika   | diszkoszvetés          | helyezetlen        |
| Kóczán Mór         | atlétika   | kétkezes diszkoszvetés | helyezetlen        |
| Kovács Nándor      | atlétika   | távolugrás             | helyezetlen        |
| Krizmanich János   | torna      | torna csapat           | Ezüst 45.45 pont   |
| Krizmanich János   | torna      | torna egyéni           | helyezetlen        |

## L
| Las Torres Béla | úszás    | 400 m gyorsúszás       | 5. 5:42             |
| Las Torres Béla | úszás    | 1500 m gyorsúszás      | helyezetlen 22:58.0 |
| Las Torres Béla | úszás    | 4×200 m gyorsúszás     | helyezetlen         |
| Levitzky Károly | evezés   | egypárevezős           | helyezetlen         |
| Luntzer György  | atlétika | diszkoszvetés          | helyezetlen         |
| Luntzer György  | atlétika | kétkezes diszkoszvetés | helyezetlen         |

## M
| Márkus Ernő           | birkózás      | kötöttfogás könnyűsúly         | helyezetlen        |
| Maschalkó Teofil      | atlétika      | 800 m síkfutás                 | helyezetlen        |
| Maschalkó Teofil      | atlétika      | 1500 m síkfutás                | helyezetlen        |
| Mazur Gyulal          | kerékpározás  | országúti egyéni               | helyezetlen        |
| Mazur Gyulal          | kerékpározás  | országúti csapat               | helyezetlen        |
| Mészáros Ervin        | vívás         | kardvívás csapat               | Arany              |
| Mészáros Ervin        | vívás         | kardvívás egyéni               | Bronz              |
| Mészáros József       | evezés        | egypárevezős                   | helyezetlen 8:29.0 |
| Mészöly Géza          | sportlövészet | hadipuska 300 m                | helyezetlen        |
| Mészöly Géza          | sportlövészet | összetett csapat 300-600-600 m | helyezetlen        |
| Mezei-Wiesner Frigyes | atlétika      | 200 m síkfutás                 | helyezetlen        |
| Mezei-Wiesner Frigyes | atlétika      | 400 m síkfutás                 | helyezetlen        |
| Mezei-Wiesner Frigyes | atlétika      | 4×400 m váltófutás             | helyezetlen        |
| Manno Miltiades       | evezés        | nyolcas                        | helyezetlen        |
| Miskey Árpád          | birkózás      | kötöttfogás váltósúly          | helyezetlen        |
| Mundin Imre           | atlétika      | sulylökés                      | 6. 12.81           |
| Müller István         | kerékpározás  | országúti egyéni               | helyezetlen        |
| Müller István         | kerékpározás  | országúti csapat               | helyezetlen        |

## O
| Orosz Dezső | birkózás | kötöttfogás könnyűsúly | helyezetlen |

## P
| Pajzs Pál          | vívás         | tőrvívás egyéni                | helyezetlen      |
| Pajzs Pál          | vívás         | kardvívás egyéni               | helyezetlen      |
| Pászti Elemér      | torna         | torna csapat                   | Ezüst 45.45 pont |
| Pászti Elemér      | torna         | torna egyéni                   | helyezetlen      |
| Pataki Mihály      | labdarúgás    | csapat                         | 5.               |
| Payer Imre         | labdarúgás    | csapat                         | 5.               |
| Pédery Árpád       | torna         | torna csapat                   | Ezüst 45.45 pont |
| Pongrácz József    | birkózás      | kötöttfogás pehelysúly         | helyezetlen      |
| Prihoda István     | sportlövészet | hadipuska 300 m                | helyezetlen      |
| Prihoda István     | sportlövészet | összetett csapat 300-600-600 m | helyezetlen      |
| Prokopp Sándor dr. | sportlövészet | hadipuska 300 m                | Arany 97         |

## R
| Rácz Vilmos    | atlétika   | 4×100 m váltófutás     | 4.               |
| Rácz Vilmos    | atlétika   | 100 m síkfutás         | helyezetlen      |
| Rádóczy Károly | atlétika   | 800 m síkfutás         | helyezetlen      |
| Radvány Ödön   | birkózás   | kötöttfogás könnyűsúly | 4.               |
| Rémi Károly    | vízilabda  | vízilabda              | 5.               |
| Ripszám Henrik | atlétika   | maratoni               | helyezetlen      |
| Ripszám Henrik | atlétika   | 10 km gyaloglás        | helyezetlen      |
| Rittich Jenő   | torna      | torna csapat           | Ezüst 45.45 pont |
| Rosty Pál      | vívás      | párbajtőrvívás         | helyezetlen      |
| Rumbold Gyula  | labdarúgás | csapat                 | 5.               |

## S
| Sándor József   | birkózás   | kötöttfogás könnyűsúly | helyezetlen |
| Schenker Zoltán | vívás      | kardvívás csapat       | Arany       |
| Schenker Zoltán | vívás      | kardvívás egyéni       | 4.          |
| Schenker Zoltán | vívás      | tőrvívás egyéni        | helyezetlen |
| Schlosser Imre  | labdarúgás | csapat                 | 5.          |
| Sebestyén Béla  | labdarúgás | csapat                 | 5.          |
| Solymár Károly  | atlétika   | 110 m gátfutás         | helyezetlen |
| Somogyi Rezső   | birkózás   | kötöttfogás váltósúly  | helyezetlen |

## Sz
| Szalai József       | torna      | torna egyéni           | helyezetlen        |
| Szalay Pál          | atlétika   | 4×100 m váltófutás     | 4.                 |
| Szalay Pál          | atlétika   | 100 m síkfutás         | helyezetlen        |
| Szalay Pál          | atlétika   | távolugrás             | helyezetlen        |
| Szántó Árpád        | birkózás   | kötöttfogás könnyűsúly | helyezetlen        |
| Szebeny Antal       | evezés     | nyolcas                | helyezetlen        |
| Szebeny György      | evezés     | nyolcas                | helyezetlen        |
| Szebeny István      | evezés     | nyolcas                | helyezetlen        |
| Szebeny Miklós      | evezés     | nyolcas                | helyezetlen        |
| Szentgróthy László  | úszás      | 100 m gyorsúszás       | helyezetlen        |
| Szentgróthy László  | úszás      | 100 m hátúszás         | helyezetlen 1:26.4 |
| Szerelemhegyi Ervin | atlétika   | 100 m síkfutás         | helyezetlen        |
| Szerelemhegyi Ervin | atlétika   | 200 m síkfutás         | helyezetlen        |
| Szerelemhegyi Ervin | atlétika   | 400 m síkfutás         | helyezetlen        |
| Szerelemhegyi Ervin | atlétika   | 800 m síkfutás         | helyezetlen        |
| Szerelemhegyi Ervin | atlétika   | 4×400 m váltófutás     | helyezetlen        |
| Szobota Ferenc      | atlétika   | 4×100 m váltófutás     | 4.                 |
| Szobota Ferenc      | atlétika   | 100 m síkfutás         | helyezetlen        |
| Szobota Ferenc      | atlétika   | távolugrás             | helyezetlen        |
| Szoszki András      | birkózás   | kötöttfogás pehelysúly | helyezetlen        |
| Szury Kálmán        | labdarúgás | csapat                 | 5.                 |
| Szűts Ferenc        | torna      | torna csapat           | Ezüst 45.45 pont   |

## T
| Teiszenberger Ignác | kerékpározás  | országúti egyéni     | helyezetlen      |
| Teiszenberger Ignác | kerékpározás  | országúti csapat     | helyezetlen      |
| Teppert Károly      | kerékpározás  | országúti egyéni     | helyezetlen      |
| Téry Ödön           | torna         | torna csapat         | Ezüst 45.45 pont |
| Tóth Péter dr.      | vívás         | kardvívás csapat     | Arany            |
| Tóth Péter dr.      | vívás         | kardvívás egyéni     | 6.               |
| Török Sándor        | sportlövészet | kisöbű puska         | helyezetlen      |
| Török Sándor        | sportlövészet | revolver és pisztoly | helyezetlen      |
| Török Sándor        | sportlövészet | párbajpisztoly       | helyezetlen      |
| Tuli Géza           | torna         | torna csapat         | Ezüst 45.45 pont |

## U
| Újlaki Rezső | atlétika | diszkoszvetés          | helyezetlen |
| Újlaki Rezső | atlétika | kétkezes diszkoszvetés | helyezetlen |

## V
| Vágó Antal     | labdarúgás    | csapat                      | 5.          |
| Varga Béla dr. | birkózás      | kötöttfogás középsúly       | Bronz       |
| Vaskó Kálmán   | evezés        | nyolcas                     | helyezetlen |
| Velez Rezső    | sportlövészet | hadipuska 300 m             | helyezetlen |
| Velez Rezső    | sportlövészet | hadipuska, csapat összetett | helyezetlen |

## W
| Wardener Iván | atlétika | magasugrás     | helyezetlen |
| Wenk János    | úszás    | 100 m hátúszás | helyezetlen |
| Werkner Lajos | vívás    | kard, csapat   | Arany       |
| Werkner Lajos | vívás    | kard egyéni    | helyezetlen |

## Z
| Záchár Imre    | úszás     | 4 × 200 m gyorsúszás | helyezetlen |
| Záchár Imre    | vízilabda | csapat               | 5.          |
| Zulawszky Béla | vívás     | kard, egyéni         | helyezetlen |
| Zulawszky Béla | vívás     | tőr, egyéni          | helyezetlen |

## Zs
| Zsigmondy Jenő | tenisz | tenisz egyes | helyezetlen |
| Zsigmondy Jenő | tenisz | férfi páros  | helyezetlen |